# Beavis and Butt-head Do U.
Beavis and Butt-head Do U. — приключенческая компьютерная игра по мотивам американского мультипликационного сериала «Бивис и Баттхед», созданного Майком Джаджем. Игра была разработана компанией Illusions Gaming Company и издана GT Interactive 31 января 1999 года.
В СНГ игра была локализована и распространялась несколькими пиратскими компаниями.

## Обзор игры
Мистер Ван Дриссен ведёт класс на экскурсию в колледж, где ученики должны будут ознакомиться с жизнью кампуса. Каждому ученику выдаётся обходной лист, с указанием мест, которые нужно посетить (общежитие, библиотека, класс биологии, студенческая радиостанция, ферма, стадион, класс искусства и класс музыки). В каждом месте нужно будет выполнить какое-нибудь задание, чтобы получить отметку в лист.
Цель игры заполнить обходной лист и попутно попасть на «крутую» студенческую вечеринку.
Из второстепенных персонажей в игре присутствует только Ван Дриссен.

## Оценки
| Русскоязычные издания | Русскоязычные издания |
| Издание               | Оценка                |
| --------------------- | --------------------- |
| «Игромания»           | 8,1/10                |

Игра была встречена довольно прохладно. На сайте GameRankings с учётом нескольких рецензий игра имеет средний балл 55,83 %. На сайте AG.ru игра имеет оценку игроков 73 %.